# Jeroom Snelders
Jeroom Snelders dit Jeroom, né le 22 avril 1977 à Borgerhout (province d'Anvers), est un auteur de bande dessinée belge néerlandophone.

## Biographie
Jeroom Snelders naît le 22 avril 1977 à Borgerhout. 
Il étudie le graphisme à l'Institut Saint-Luc à Gand de 1996 à 1999, où il a pour professeur Ever Meulen. Il publie son travail dans Humo depuis 1998, y compris des contributions à la section satirique Het Gat van de Wereld [« Le Trou du monde »]. Il contribue à La Gazette de Frémion dans Fluide glacial en 2004. Il publie un cartoon dans La Balise à cartoons dans Spirou ainsi qu'un gag et un strip en 2006. Il travaille également pour des magazines étrangers, tels que NRC Handelsblad (Pays-Bas), Mojo (Royaume-Uni), Kreuzer (Allemagne) et Strapazin (Suisse).
Parmi ses créations figurent Tettenman, Reetman, Jos, het debiele ei, Daan en Seppe, Le Chevalier Bauknecht et Évariste, le raciste aveugle. Son œuvre est collectée dans plusieurs ouvrages depuis 2002. 
Il est lauréat du prix Press Cartoon Belgium en 2002,,.
Parallèlement, il fait partie d'une liste de personnalités extrêmement connues en Flandre connue  sous l'appellation Bekende Vlaming et il scénarise, joue ou commente diverses émissions de télévision.

### Vie privée
Il est marié à l'ex-athlète Élodie Ouédraogo.

### Collectifs
- (nl + fr) Press Cartoon Belgium 2006 : de beste cartoons uit de Belgische pers van het jaar 2005 = Press Cartoon Belgium 2006 : les meilleurs dessins de presse parus en 2005 dans la presse belge, Leuven, Van Halewyck, 2006, 143 p., ill. ; 22 cm (ISBN 90-5617-694-3)

## Prix et récompenses
- 2002 :  prix Press Cartoon Belgium[1],[4],[5].